# سراج الدين البلقيني
سراج الدين البُلْقِيْنيّ  (724هـ - 805هـ) هو عمر بن رسلان بن نصير بن صالح بن شهاب بن عبد الخالق بن عبد الحق الكناني، سراج الدين أبو حفص العسقلاني الكناني من قبيلة كنانة العدنانية، أحد كبار الشافعية بمصر ولد ببلقينة أحد قرى مدينة المحلة الكبرى سنة 724 هـ.

## نشأته
ولد في أوائل القرن السابع في الثالث من شهر رمضان وتوفي في عام 805هـ. حجَّ بيت الله مرتين سنة 740 هجرية وعام 747 هجرية. حفظ القرأّن الكريم وعمره سبع سنين وهي سن صغيره لم يضارعه فيها إلا أطفال قلائل مثل ابن حجر العسقلاني كما حفظ البلقيني «المحرر» في الفقه و«الكافيه» في النحو لابن مالك ومختصر ابن الحاجب في أصول الفقه و«الشاطبية» في القراءات، وكل ذلك في بلدته بلقينا. يقال إن صالح الجد الثالث لسراج الدين هو أول من سكن بلقينه ولذلك كان لقب البلقيني وهي قرية تابعة لمركز المحلة الكبرى محافظة الغربية بطريق طنطا. ومن المعروف أن بيت البلقيني بيت علم وفضل ورياسة وكرم، منهم من دفن بالقرية ومنهم من دفن بعيدا عنها.
وذكره أيضا الشيخ عبد الفتاح أبو علم وهو من نفس القرية التي ولد بها سراج الدين وكان الشيخ عبد الفتاح أبو علم يوصى بأهل بلقينا خيرا فهي أرض العلم والعلماء.

## أولاده
تزوج الشيخ سراج الدين ابنة الشيخ «ابن عقيل» ولازمته في شبيبته. أما أولاده فقد رزق بعدة منهم أشهر من نبغ في العلم منهم:
- بدر الدين البلقيني، توفي في حياته سنة 791 هـ
- جلال الدين البلقيني توفي سنة 824 هـ
- علم الدين البلقيني توفي سنة 868 هـ (تعلم على يديه جلال الدين السيوطي).

## سيرته

### قدومه إلى القاهرة
أتى به أبوه إلى القاهرة وعمره إثنا عشرة سنة. فطلب العلم ودرس على علماء عصره من أمثال «الميدومي» وقرأ الأصول على يد شيخه شمس الدين «الأصفهاني» والنحو على يد شيخه «أبي حيان» وقد أذن له بالفتوى وهو ابن خمس عشرة سنة.
فاق الأقران والزملاء واجتمعت فيه شروط الاجتهاد على وجهها الصحيح فقيل إنه «مجدد القرن التاسع الهجري» وأثنى عليه شيوخه وزملاؤه وهو شاب، وانتهت به دراسة العلم في أقطار الأرض، وقصده العلماء والطلاب من كل صوب، وأتته الفتوى من كل ناحية.

### وظائفه
تولّى عدة وظائف منها إفتاء دار العدل وسافر إلى دمشق سنة 769 ه‍ فباشره مدة قصيرة ثم عاد. وفي عام 793 ه‍ سافر إلى حلب بصحبة السلطان «برقوق بن أنس العثماني» ودرس بها ثم عاد إلى القاهرة مع السلطان وعظم شأنه، وصار يجلس في مجلس السلطان بجواره وفوق قضاة القضاة، وعكف التدريس والتصنيف وانتفع به عامة الطلبة.
برقوق ابن أنس العثماني هو أول سلاطين دولة المماليك الجراكسة العظماء وهو الذي دافع عن الحضارة الإسلامية ضد الموجه الشرسة الثانية من المغول بعد أن قتلوا العلماء والنساء والأطفال في دمشق، فقاد جيشا ضخما وزحف إليهم بالشام، لكنهم فروا خوفا منه وكان خيراً يعطف على الفقراء.

### تلاميذه
تتلمذ على يد الشيخ سراج الدين البلقيني تلاميذ كثيرة جداً منهم: حافظ دمشق «ابن ناصر الدين» والحافظ ابن حجر، الذي قال عنه خرجت له أربعين حديثا عن أربعين شيخا حدث بها مرارا وقرأت عليه دلائل النبوة «للبيهقي فشهد لي بالحفظ في المجلس العام. من تلاميذه أيضا الشيخ» برهان الدين المحدث: الذي قال عنه رأيته فريد دهره، فلم ترَ عينى أحفظ منه للفقه ولأحاديث الأحكام.

### مدرسته
أنشأ سراج الدين البلقيني مدرسة بخط «بين السيارج» بحي باب الشعرية الآن بالقاهرة. خرّجت آلاف العلماء وجمع فيها كل مريديه ومحبيه من نوابغ الطلاب وأوقف عليها الأوقاف الكثيرة مما تفضل الله بها عليه. تعلم في هذه المدرسة أيضا أولاده وأحفاده من علماء بيت البلقيني وكان ابن حجر أحد طلاب هذه المدرسة ودُفن البلقيني بها.

### مؤلفاته وحلقاته بالجامع الأزهر
كان لشيخ الإسلام سراج الدين حلقه كبيرة بالجامع الأزهر في الفقه الشافعي وغيره وكان يجلس فيها محبيه وأتباعه. ذلك بالإضافة إلى دروسه في مدرسته المشهورة وله مؤلفات كثيرة منها:
- «شرحان على الترمذي» - تصحيح المنهاج[6] - ولكنه مات قبل أن يكمله
- له بمكتبه الأزهر: "لتصحيح للتنقيح.. "مصحح المنهاج"

الموجود منه الجزء الرابع فقط يبتدئ بكتاب الأضحية وينتهي إلى كتاب الشهادات في مجلد بقلم معتاد قديم في 222 ورقه ويوجد تحت رقم 2132 ورقم 535 28 عام بمكتبة الأزهر تحت فن «فقه الشافعي».

### رآيه في ابن عربي وابن الفارض
يرى سراج الدين البلقيني كفر من يقول بوحدة الوجود والاتحاد، وقد نقل ذلك عنه تلميذه ابن حجر العسقلاني في ترجمته لابن الفارض في لسان الميزان، فيقول: «وقد كنتُ سألتُ شيخَنا الإمام سراج الدِّين البلقينيَّ عن ابنِ عربيٍ فبادَرَ الجوابَ بأنه كافرٌ، فسألتُه عن ابنِ الفارض فقال: لا أحبُّ أَنْ أتكلَّم فيه، قلت: فما الفرق بينهما والموضعُ واحدٌ، وأنشدتُه مِنَ التائية، فقطع عليَّ بعد إنشاد عِدَّةِ أبياتٍ بقوله: هذا كفرٌ هذا كفرٌ.».

## وفاته
توفي الشيخ عمر سراج الدين البلقيني قبيل عصر يوم الجمعة العاشر من ذي القعدة وصلّى عليه ولده جلال الدين بجامع الحاكم ودُفن بمدرسته بعد عمر مديد قضاه في خدمة الإسلام وعلومه فعليه سحائب الرحمة والرضوان. وقد رثاه تلميذه ابن حجر وغيره بقصائد طويله يقول ابن حجر في مطلعها: